# Municipio de Connellsville
El municipio de Connellsville (en inglés: Connellsville Township) es un municipio ubicado en el condado de Fayette en el estado estadounidense de Pensilvania. En el año 2000 tenía una población de 2.483 habitantes y una densidad poblacional de 90 personas por km².

## Geografía
El municipio de Connellsville se encuentra ubicado en las coordenadas 40°01′00″N 79°32′59″O / 40.01667, -79.54972.

## Demografía
Según la Oficina del Censo en 2000 los ingresos medios por hogar en la localidad eran de $32,740 y los ingresos medios por familia eran de $35,404. Los hombres tenían unos ingresos medios de $29,095 frente a los $20,685 para las mujeres. La renta per cápita de la localidad era de $16,860. Alrededor del 14,2% de la población estaba por debajo del umbral de pobreza.